# AIスコア・レンディング
AIスコア・レンディング（AI score lending）とは、J.Scoreが提供する個人向け融資サービスの名称、および同社の登録商標。AIを活用して、顧客のさまざまな情報から、顧客の信用力と可能性をスコア化したAIスコアに基づき、金利・極度額といった条件の参考値を提示する個人向け消費性融資サービス。ただし、最終的な融資の決定、融資条件には別途同社所定の審査がある。

## 概要
2017年9月25日にJ.Scoreが個人向け融資サービス「AIスコア・レンディング」の提供を開始した。AIスコアは、信用力のスコア化において従来重視された情報に加え、必ずしも重視されなかった顧客の情報を活用することで、スコアの精緻化を目指している。AIを用いることで、従来では融資できなかった低与信層に融資可能となったり、各種業務が効率化され、より明快かつリーズナブルな貸出条件が提示される。

## 貸付条件
- 利率：0.8% - 12.0%
- 契約極度額：10万円 - 1,000万円
- 返済方式：残高スライドリボルビング方式
- 返済期間：最長10年
- 返済回数：1〜120回